# 马升琨
马升琨（1969年4月—），男，山东青州人，中华人民共和国外交官，现任中华人民共和国驻乌克兰特命全权大使。

## 生平
马升琨先后毕业于昌潍师范专科学校、烟台师范学院和外交学院。进入外交部后，曾在外交部国际司、常驻日内瓦代表团、外交部军控司工作，曾任常驻维也纳代表团参赞、首席馆员和外交部军控司参赞。2019年，升任外交部军控司副司长。2024年11月，出任中华人民共和国驻乌克兰大使。